# Sala-Norrby-Möklinta pastorat
Sala-Norrby-Möklinta pastorat är ett pastorat i Norra Västmanlands kontrakt i Västerås stift i Sala kommun i Västmanlands län. 
Pastoratet består av följande församlingar:
- Sala församling
- Norrby församling
- Möklinta församling (från omkring 1998)

Pastoratskod är 051509.